# Toporów (województwo podkarpackie)
Toporów – wieś w Polsce położona w województwie podkarpackim, w powiecie kolbuszowskim, w gminie Cmolas.
W latach 1975–1998 miejscowość położona była w województwie rzeszowskim. Wieś znajdowała się w XVII i XVIII wieku w granicach majątku Mielec należącego do rodziny Ossolińskich.
Przez miejscowość przepływa niewielka rzeka Babulówka, dopływ Wisły.
Według spisu ludności z 30 września 1921 roku w Toporowie mieszkało 219 osób w 38 domach, 6 osób było wyznania mojżeszowego, a pozostałe 213 wyznania rzymskokatolickiego. Niemal wszyscy mieszkańcy zdeklarowali polską przynależność narodową.

## Ludzie związani z wsią
- Andrzej Kędzior - poseł, senator, minister.
- Wojciech Lis – żołnierz AK, NSZ, WiN, dowódca oddziału partyzanckiego walczącego przeciw Niemcom i Sowietom w Puszczy Sandomierskiej.